# 高大威猛
高大威猛（英語：Mighty Giant），是一匹在香港出賽的賽駒，練馬師是姚本輝。

## 簡介
2019年11月17日，「高大威猛」於香港首次出賽。
2019年12月29日，「高大威猛」打開其在港的勝利之門。
2021年2月21日，郭能策騎「高大威猛」出戰國際一級賽女皇銀禧紀念盃，僅負於「夏威夷」及「川河尊駒」，取得第三名。
2019/2020馬季，「高大威猛」取得四捷。
2021年4月5日，郭能策騎「高大威猛」勝出國際二級賽主席錦標，使得郭能勝出他離港前的最後一場分級賽。賽後，郭能說道：「這場頭馬很有意義。大家都知道我目前的處境，但我現在只是專心一意努力工作，盡量在這裡贏多一些頭馬，能勝出大賽就更加好。」他憶述：「轉彎時，我略為收慢讓牠保留一點力氣，我知道牠將會給予我強烈的反應。牠洒開大步，一度拋開對手兩個馬位，至最後200米保持勁勢直至終點。」他續說：「今早下了一點點雨，對牠或有一些幫助。而牠今次出閘亦較為俐落。」練馬師姚本輝表示：「這場賽事出馬不多，加上原先估計會領放的『嘉應之星』今晨退出賽事，我們得以輕鬆領放。」他續說：「關鍵是牠需要一個瞭解牠的騎師，能夠發揮出牠的強勁走勢、保持牠的步韻，須知牠的步幅很大。」他補充：「這匹馬十分得人歡喜，非常忠心，從未試過一次表現差劣。」然而，「高大威猛」隨後再出賽十次，亦未能再交出頭馬，最終於2022年11月2日，陪同廐侶「魅影揚飛」一起結束在港的競賽生涯。
2022年11月2日，「高大威猛」宣告退役，正式結束其競賽生涯。

## 在港勝出賽事全紀錄
| 比賽日期   | 賽事名稱             | 賽事班次 | 賽道 | 賽事路程 | 比賽馬場 | 名次 | 完成時間 | 騎師   |
| ---------- | -------------------- | -------- | ---- | -------- | -------- | ---- | -------- | ------ |
| 29/12/2019 | 大灘讓賽             | 第四班   | 草地 | 1400米   | 沙田馬場 | 1    | 1:22.43  | 黎海榮 |
| 16/02/2020 | 花旗私人客戶業務讓賽 | 第四班   | 草地 | 1400米   | 沙田馬場 | 1    | 1:22.28  | 潘頓   |
| 14/03/2020 | 雙喜讓賽             | 第三班   | 草地 | 1400米   | 沙田馬場 | 1    | 1:21.43  | 潘頓   |
| 19/04/2020 | 多實讓賽             | 第三班   | 草地 | 1400米   | 沙田馬場 | 1    | 1:21.12  | 潘頓   |
| 01/10/2020 | 北京讓賽             | 第二班   | 草地 | 1400米   | 沙田馬場 | 1    | 1:20.93  | 潘頓   |
| 24/10/2020 | 亞皆老讓賽           | 第二班   | 草地 | 1400米   | 沙田馬場 | 1    | 1:20.79  | 潘頓   |
| 05/04/2021 | 主席錦標             | G2       | 草地 | 1600米   | 沙田馬場 | 1    | 1:35.06  | 郭能   |

## 在港一級賽出賽全紀錄
| 比賽日期   | 賽事名稱           | 賽事班次 | 賽道 | 賽事路程 | 比賽馬場 | 名次 | 完成時間 | 騎師   |
| ---------- | ------------------ | -------- | ---- | -------- | -------- | ---- | -------- | ------ |
| 13/12/2020 | 浪琴表香港一哩錦標 | G1       | 草地 | 1600米   | 沙田馬場 | 7    | 1:34.24  | 巴度   |
| 24/01/2021 | 董事盃             | G1       | 草地 | 1600米   | 沙田馬場 | 8    | 1:34.30  | 郭能   |
| 21/02/2021 | 女皇銀禧紀念盃     | G1       | 草地 | 1400米   | 沙田馬場 | 3    | 1:21.07  | 郭能   |
| 25/04/2021 | 富衛保險冠軍一哩賽 | G1       | 草地 | 1600米   | 沙田馬場 | 6    | 1:34.37  | 賀銘年 |
| 20/02/2022 | 女皇銀禧紀念盃     | G1       | 草地 | 1400米   | 沙田馬場 | 6    | 1:24.00  | 梁家俊 |
| 24/04/2022 | 富衛保險冠軍一哩賽 | G1       | 草地 | 1600米   | 沙田馬場 | 7    | 1:34.26  | 梁家俊 |

## 外部連結
- . 2021-04-05  [2021-04-05].